# Sinjajevina
Sinjajevina je pohoří nacházející se v centrální části Černé Hory. Nejvyšší horou je vrchol Babin Zub (2253 m).

## Poloha
Na svém východním konci sousedí s vyšším pohořím Durmitor a tvoří s ním a s planinou Drobnjak durmitorsko-sinjajevinskou oblast. Na severu a východě je hranice masivu vymezena tokem řeky Tary. Jižní hranici potom tvoří údolí řek Morača a Bukovica. V jižní části pohoří pramení řeka Piva.

## Charakter
Svou rozlohou zaujímá pohoří plochu zhruba 45 × 20 km a jeho průměrná výška je 1700 m. Svým charakterem připomíná spíše náhorní planinu, vyplňující prostor mezi pohořími Durmitor a Prokletije. Jako u ostatních pohoří Dinárské soustavy i zde tvoří základ druhohorní vápence, jež jsou nejčastěji pokryty loukami či pastvinami s minimálním lesním porostem. Nejnavštěvovanější jsou masivy vrcholů Babin Zub (2253 m), ležících nad dolinou řeky Plašnice. Na horní části toku řeky Morača, nad údolím Štitarice se vypíná Jablanov vrch (2203 m).